# Friserkapel
Friesenkappelle eller på dansk Friserkapel er navnet på en kirkebygning i Venningsted på den nordfrisiske ø Sild i Sydslesvig i det nordlige Tyskland. Kirken blev byget i 1915 som sognekirke for øens nordbyer. Bygningen er tegnet af den svenske arkitekt Kristoffer Zetterstrand. Lige nord for kirkebygningen ligger den forhistoriske gravhøj Denghoog.
Kirkens indre er hvidkalket. Hvælvingen er dekoreret med bibelske motiver. Lige hen under malerierne løb et skriftbånd med Fader vor på øens nordfrisiske dialekt (Sildring). Gudstjenesterne foregår dog på (høj)tysk. Væggen bag alteret er dækket af Delfter kakler.
Nordbyernes menighed hører under den nordtyske evangelisk-lutherske landskirke. I nabobyen Vesterland findes også en dansksproget menighed (Staldkirken).